# Tupolev Tu-124
Tupolev Tu-124 var ett jetdrivet passagerarflygplan med två jetmotorer ifrån Sovjetunionen, den flög första gången 1960 och tillverkades i 112 exemplar, var inblandad i 11 dödsolyckor med 305 dödsoffer. Planet flögs av Aeroflot, CSA, Interflug och Iraq Airways, men är ej aktivt längre. Det var utrustad med bromsskärm, då motorerna inte kunde bromsa vid landning.